# Cimarron (film din 1931)
Cimarron este un film american din 1931 regizat de Wesley Ruggles. În rolurile principale joacă actorii Richard Dix, Irene Dunne, Estelle Taylor și Roscoe Ates. A fost primul film western care a câștigat Premiul Oscar pentru cel mai bun film (următorul film western care a reușit o asemenea performanță fiind Cel care dansează cu lupii).

## Prezentare
Atunci când guvernul permite ca teritoriul Oklahoma să fie colonizat, neobositul Yancey Cravat revendică o bucată de teren liber pentru el astfel încât familia lui se mută acolo din Wichita. Fiind ziarist, avocat și pricepându-se aproape la orice, în curând Cravat devine un cetățean de frunte al orașului în rapidă dezvoltare Osage. Odată ce orașul este întemeiat, el începe să simtă că se sufocă din nou, astfel că pleacă spre Fâșia Cherokee, lăsându-și în urmă familia. În timpul acestei absențe (dar și a altora), soția sa Sabra trebuie să învețe să aibă grijă de ea și în curând ajunge faimoasă pe cont propriu.

## Actori
- Richard Dix este Yancey Cravat
- Irene Dunne este Sabra Cravat
- Estelle Taylor este Dixie Lee
- Nance O'Neil este Felice Venable
- William Collier Jr. este The Kid
- Roscoe Ates este Jesse Rickey
- George E. Stone este Sol Levy
- Stanley Fields este Lon Yountis
- Robert McWade este Louis Hefner
- Edna May Oliver este Mrs Tracy Wyatt
- Judith Barrett este Donna Cravat
- Eugene Jackson este Isaiah